# Marc Cantin et Isabel
Pour les articles homonymes, voir Marc Cantin et Cantin (homonymie).
Marc Cantin et Isabel forment un duo de la littérature jeunesse. Ces deux auteurs écrivent à quatre mains depuis de nombreuses années, publiant plus de deux cents titres (livres illustrés, romans et BD). Ils ont reçu plusieurs prix, dont celui des Incorruptibles (2014).

## Biographie

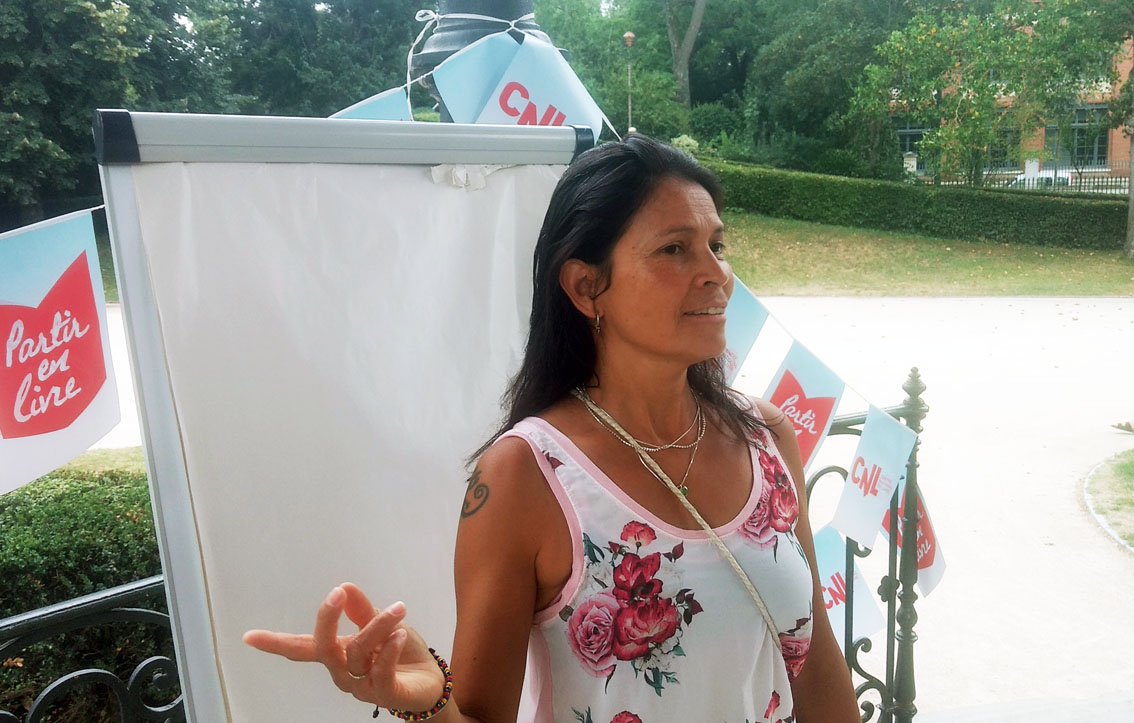
Isabel, atelier Partir en Livres - 2019

Marc Cantin est natif de Lamballe dans les (Côtes-d'Armor), Il a commencé à publier en 1995 en tant qu'illustrateur, puis en tant qu'écrivain dans le magazine jeunesse Moi Je Lis (Milan Presse).
Isabel (Isabelle Esnault) est née en Colombie, dans une communauté Embera Katio du Choco. Éducatrice, puis institutrice, elle se lance dans l'écriture en 2008.
Leurs principaux titres sont  Un rêve à partager (Rageot), Azami le coeur en deux (Nathan), Jade et le royaume magique (Flammarion), Nitou l'Indien, Moi Félix sans papiers, les séries BD Ma mère et moi, Léo et Lola, ou Je suis ton secret.
Parmi leurs thèmes d'écriture figurent le respect des différences, le multiculturalisme, ou encore l'écologie et l'écoterrorisme (Les derniers refuges - Ed. Rageot)  ainsi que des récits fortement inspirés de leurs années passées en Colombie et des origines Embera Katio d'Isabel (Le jaguar aux yeux d'or - éditions Talents Hauts) ou N'est pas singe qui veut (Flammarion/Père Castor).

## Œuvres publiées (extrait)

### Éditions Talents Hauts
- Le jaguar aux yeux d'or[5], Roman, 2023  (ISBN 978-2-36266-556-1)

### Éditions Nathan

#### SérieL'École des dresseurs de dragons
- Marc Cantin et Isabel, Saphir pris au piège, t. 1, 2016.
- Marc Cantin et Isabel, Vol au donjon, t. 2, 2016.
- Marc Cantin et Isabel, L'Épreuve de la néonite, t. 3, 2016.
- Marc Cantin et Isabel, Le Réveil du géant, t. 4, 2016.
- Marc Cantin et Isabel, Le Dragon fou !, t. 5, 2017.
- Marc Cantin et Isabel, Bataille au donjon, t. 6, 2017.

#### SérieLes Monstres
- Marc Cantin et Isabel, Les Monstres au camping, t. 1.
- Marc Cantin et Isabel, Les Monstres au carnaval, t. 2.
- Marc Cantin et Isabel, Les Monstres au château, t. 3.

#### SérieOpération Trio
- Marc Cantin et Isabel, Face aux gladiateurs, t. 1, 2011.
- Marc Cantin et Isabel, Pièges en Égypte, t. 2, 2011.
- Marc Cantin et Isabel, Duel de chevaliers, t. 3, 2011.
- Marc Cantin et Isabel, Vol à Versailles, t. 4, 2011.
- Marc Cantin et Isabel, À la découverte de l’Amérique, t. 5, 2012.
- Marc Cantin et Isabel, Dangereuse Préhistoire, t. 6, 2012.
- Marc Cantin et Isabel, À l'assaut de la Bastille, t. 7, 2012.
- Marc Cantin et Isabel, Prophéties en Grèce, t. 8, 2012.
- Marc Cantin et Isabel, Terribles vikings, t. 9, 2012.
- Marc Cantin et Isabel, Le Trésor du pirate, t. 10, 2012.
- Marc Cantin et Isabel, Le Dragon de Chine, t. 11, 2013.

#### Hors série
- Marc Cantin et Isabel, Azami : Le cœur en deux, 2014Prix des Incorruptibles[6].

### Éditions Flammarion-Père Castor
- Marc Cantin et Isabel, N'est pas singe qui veut, coll. « Les Histoires du Père Castor », 2020, chap. 179.

#### SérieJade et le Royaume magique
- Marc Cantin et Isabel, Les nodjis font la loi, t. 1.
- Marc Cantin et Isabel, Doki contre-attaque, t. 2.
- Marc Cantin et Isabel, Le Torrent mystérieux, t. 3.
- Marc Cantin et Isabel, Un enfant terrible, t. 4.
- Marc Cantin et Isabel, Un invité sans gêne, t. 5.
- Marc Cantin et Isabel, Un pour tous et tous pour un, t. 6.
- Marc Cantin et Isabel, Katimini voit rouge, t. 7.

#### SérieNitou le petit indien
- Marc Cantin et Isabel, Quel grand chasseur, t. 1.
- Marc Cantin et Isabel, Un nouvel ami, t. 2.
- Marc Cantin et Isabel, Le Démon de la montagne, t. 3.
- Marc Cantin et Isabel, Le Secret du vent, t. 4.
- Marc Cantin et Isabel, Qui est le plus fort ? Tome 6 : Au secours, Nitou !, t. 5.
- Marc Cantin et Isabel, La Rivière sans retour, t. 7.
- Marc Cantin et Isabel, Le Grand Voyage, t. 8.
- Marc Cantin et Isabel, À cheval Nitou, t. 9.
- Marc Cantin et Isabel, Le Tipi qui pique, t. 10.
- Marc Cantin et Isabel, L'Oiseau-tonnerre, t. 11.
- Marc Cantin et Isabel, La Malédiction du carcajou, t. 12.
- Marc Cantin et Isabel, La Hache de guerre, t. 13.

#### SérieLes Meilleurs Ennemis
- Marc Cantin et Isabel, Peur de rien, t. 1.
- Marc Cantin et Isabel, Comme un poisson dans l’eau, t. 2.
- Marc Cantin et Isabel, Horreur ! Des amoureux !, t. 3.
- Marc Cantin et Isabel, Tous à la rescousse !, t. 4.
- Marc Cantin et Isabel, La faim justifie les moyens ?, t. 5.
- Marc Cantin et Isabel, Panique dans la nuit, t. 6.
- Marc Cantin et Isabel, Votez pour moi !, t. 7.
- Marc Cantin et Isabel, Des champions olympiques !, t. 8.
- Marc Cantin et Isabel, Une maîtresse très bizarre, t. 9.
- Marc Cantin et Isabel, Bagarre à l’école, t. 10.
- Marc Cantin et Isabel, La Potion mystérieuse, t. 11.

#### SérieMerlin Zinzin
- Marc Cantin et Isabel, Un grimoire pour Merlin, t. 1.
- Marc Cantin et Isabel, Des soucis pour Lancelot, t. 2.
- Marc Cantin et Isabel, Le sort s’acharne, t. 3.
- Marc Cantin et Isabel, Rien n'arrête Viviane, t. 4.
- Marc Cantin et Isabel, Morgane s’en mêle, t. 5.
- Marc Cantin et Isabel, Une licorne pour cinq, t. 6.
- Marc Cantin et Isabel, Un sort au poil !, t. 7.
- Marc Cantin et Isabel, L'Elfe des brumes, t. 8.

### Éditions Rageot
- Marc Cantin et Isabel, Un rêve à partager - Coll. Grands Formats - 2025 -  (ISBN 9782700283792)
- Marc cantin et Isabel, Les derniers refuges - 2024 -  (ISBN 9782700277746)
- Marc Cantin et isabel, Nous ne serons plus jamais les mêmes - 2022 -  (ISBN 9782700276763)
- Série « Par une nuit de pleine lune » - à partir de 8 ans
- Marc Cantin et Isabel, Le Mystère Flagada, t. 1.
- Marc Cantin et Isabel, L'İle du monstre, t. 2.

#### SérieSuper Zazou
- Marc Cantin et Isabel, Super Zazou et les Légumes carnivores, t. 1.
- Marc Cantin et Isabel, Super Zazou et les Crayons farceurs, t. 2.
- Marc Cantin et Isabel, Super Zazou et la Baby-sitter, t. 3.

### Éditions Petit Pierre & Leiazel / Clair de lune
- Messages (intégrale), roman, 2023,  (ISBN 978-2-35325-960-1)
- Marc Cantin et Isabel, Ma mère et moi - Un caractère d’enfer (Roman)
- Marc Cantin et Isabel, Ma mère et moi - Un chaton pour Cloé (Roman)
- Marc Cantin et Isabel, Ma mère et moi - Cloé fait son show (Roman)
- Marc Cantin et Isabel, Léo et Lola - Un jardin extraordinaire (Roman illustré)
- Marc Cantin et Isabel, Léo et Lola - Mission princesse (Roman illustré)
- Marc Cantin et Isabel (ill. Marion Poinsot), Les Trois Petits Gnomes (Roman illustré)
- Marc Cantin et Isabel, Hugo l'aventurier des mers (Roman illustré)
- Marc Cantin et Isabel, Une enquête de Lao et Giga (Roman illustré)

### Éditions Milan
- Marc Cantin et Isabel, Le chevalier Corentine, coll. « Milan Benjamin », 2020.

#### TrilogieMoi, Félix
- Marc Cantin et Isabel, Moi, Félix, 10 ans, sans-papiers, t. 1, 2002[7].
- Marc Cantin et Isabel, Moi, Félix, 11 ans, français de papier, t. 2, 2003[8].
- Marc Cantin et Isabel, Moi, Félix, 12 ans, sans frontières, t. 3, 2004.
- Moi Félix, sans papier - L'intégral (2021)

### Éditions Hachette / Hachette Éducation
- Marc Cantin et Isabel, Des lunettes pour Noémie, chap. 34.
- Marc Cantin et Isabel, Léo et la Drôle de machine, chap. 32.

### Éditions Les oiseaux de papier
- Marc Cantin et Isabel, Merlin, un drôle d'enchanteur (Textes et illustrations).
- Marc Cantin et Isabel, Viviane et Morgane, les fées farceuses (Textes et illustrations).

### Éditions Petite Plume
- Marc Cantin et Isabel, Je découvre la mer, coll. « Boîte à trésors ».
- Marc Cantin et Isabel, Je découvre la prairie, coll. « Boîte à trésors ».
- Marc Cantin et Isabel, La nature en ville, coll. « Boîte à trésors ».
- Marc Cantin et Isabel, MinusculeAdaptation du film d’animation en roman.

## Scénarios B.D.

### Éditions Clair de lune
- Marc Cantin et Isabel, Tofu, un petit panda au grand air (Roman graphique), 2019.
- Marc Cantin et Isabel, Je suis ton secret, t. 1, 2019.
- Marc Cantin et Isabel, Je suis ton secret, t. 2, 2020.
- Marc Cantin et Isabel, Je suis ton secret, t. 3, 2021[9].

#### SérieMa mère et moi
- Marc Cantin et Isabel, Chaud devant, t. 1, 2008.
- Marc Cantin et Isabel, Telle mère telle fille, t. 2, 2009.
- Marc Cantin et Isabel, Maman poule, t. 3, 2010.
- Marc Cantin et Isabel, Les deux font la paire, t. 4, 2011.
- Marc Cantin et Isabel, Ça déménage !, t. 5, 2012.
- Marc Cantin et Isabel, On reste en contact, t. 6, 2014.
- Marc Cantin et Isabel, L'instinct maternel, t. 7, 2015.
- Marc Cantin et Isabel, Inséparables, t. 8, 2016.
- Marc Cantin et Isabel, C'est pour la vie, t. 9, 2018.
- Marc Cantin et Isabel, Quel bazar !, t. 10, 2018.
- Marc Cantin et Isabel, Maman n'est jamais loin, t. 11, 2019.
- Marc Cantin et Isabel, En famille, t. 12, 2020.
- Marc Cantin et Isabel, Best-off : Le meilleur de la saison 1, 2020.
- Marc Cantin et Isabel, Best-off : Le meilleur de la saison 2, 2021.

#### SérieMaman et moi
- Marc Cantin et Isabel, Des vacances géniales, t. 1, 2018.
- Marc Cantin et Isabel, Mission nature, t. 2, 2019.

#### SérieCerise et Garou
- Marc Cantin et Isabel, Qui a peur du méchant petit loup ?, t. 1, 2011.
- Marc Cantin et Isabel, Le loup sort du bois, t. 2, 2012.

#### SérieLéo et Lola
- Marc Cantin et Isabel, On s’aime trop !, t. 1[10].
- Marc Cantin et Isabel, Chez papi et mamie, t. 2.
- Marc Cantin et Isabel, Vive les vacances, t. 3.
- Marc Cantin et Isabel, À l’école, t. 4.
- Marc Cantin et Isabel, Joyeux noël, t. 5.
- Marc Cantin et Isabel, Pagaille dans la cuisine, t. 6.
- Marc Cantin et Isabel, Tous dans le bain !, t. 7[11].
- Marc Cantin et Isabel, Tous copains, t. 8.
- Marc Cantin et Isabel, On prend de la hauteur !, t. 9.
- Marc Cantin et Isabel, Même pas peur !, t. 10.

#### SérieLéo et Lola SUPER
- Marc Cantin et Isabel, Un trio de choc !, t. 1, 2020.

#### Hors série
- Marc Cantin et Isabel, Voisin voisine.

## Divers

### Le capitaine Granvoile
Une animation audiovisuelle de 30 minutes réalisée pour la cité des Télécoms est projetée au cœur du Radôme de Pleumeur-Bodou (22) et permet aux plus jeunes de découvrir l’histoire et les caractéristiques de ce monument historique.

### Merlin Zinzin - Le jeu
Adaptation en jeu de société coopératif de la série Merlin Zinzin. Les joueurs s'unissent pour conduire tous les personnages au village de Brocéliande avant que l'horrible chat de Morphage ne les rattrape (Ed.Blackrock/Fragames).

## Prix et distinctions
- Prix des Incorruptibles 2013-2014[6],[12],[13]  pour Azami, le cœur en deux,
- Prix du journal de Mickey 2009[14] (Messages: Je suis ton secret)

## Traductions
Une quarantaine de ces titres sont traduits en différentes langues (espagnol, italien, croate, arabe, coréen, japonais, allemand, anglais, turc, portugais…).
Quelques titres : Merlin! Oh nein, die Hexe will mich kochen! (Ed. Veberreter - Allemagne), Vendran dias mejores (Ed. Edelvives - Espagne), Merlin Zinzin. Esta muñeca está muy viva (Ed. Exkáliber - Espagne) - Armadilhas no egito (Ed. Padepalavra - Brésil) - Macera Üçlüsü, Zorlu vikingler (Ed. Binbir çiçek kiaplar - Turquie) - The young rider (Ed. Castor - Angleterre)...

## Presse jeunesse
Marc Cantin et Isabel ont publié de nombreuses histoires et BD dans divers magazines de presse (Moi Je Lis, Je lis déjà, Astrapi, Winnie Lecture, Les Petites Sorcières, Les Petites Princesse, Pomme d’Api, Witch, La petite Salamandre, Zaza Mimosa, Toboggan, Girl, Pirouette…)

## Rencontres avec le public
Marc Cantin et Isabel interviennent parfois dans des médiathèques, des bibliothèques ou des écoles. Ils présentent souvent leur technique d'écriture à quatre mains qui est utilisée pour mettre en place des ateliers d'écriture collectifs dans les classes. Ils exposent les avantages et les contraintes de la co-écriture, son influence sur leur imaginaire et la nécessité d'avoir un regard extérieur sur son travail.